# 針塚進
針塚 進（はりづか すすむ）は、日本の臨床心理学者。九州大学名誉教授、中村学園大学人間発達学部教授。筑紫女学園大学特任教授

## 概要
群馬県出身。1977年、九州大学大学院教育学研究科単位取得退学。山形大学教育学部などを経て、1998年、九州大学大学院人間環境学研究院教授。2013年、中村学園大学人間発達学部教授。2018年　筑紫女学園大学特任教授
博士（教育学、九州大学）、（財）日本臨床心理士資格認定協会認定臨床心理士、日本リハビリテイション心理学会認定スーパーヴァイザー。日本心理学会、日本心理臨床学会、日本教育心理学会などの理事を勤めたこともあり、現在は日本心理臨床学会の常任理事でもあり、西日本心理劇学会の理事長でもある。
九州大学成瀬悟策門下で、大学院生時代から、増井武士や田嶌誠一らと交流が深い。なお、九州大学総合臨床心理センター子ども発達相談部門の運営の中心を担っており、動作法の指導的立場を担う。
専門は臨床心理学だが、特に「情動」をキーワードとしている。当初は情動の認知や表出という観点から表情図分類行動を研究しており、その手法は臨床心理学の研究法に関する書籍で現在でも紹介されている。現在は、情動の活性化という観点からアクションメソッドに関する実践的研究を行っており、先述の動作法に加え、心理劇に関する論文を多数発表している。
大学では障がい児心理学に関する講義や心理劇を、大学院では心理劇に加え、障がい児の心理的援助、高齢者心理学に関するカンファレンスを担当している。